# Daysciaena albida
Daysciaena albida är en fiskart som först beskrevs av Cuvier, 1830.  Daysciaena albida ingår i släktet Daysciaena och familjen havsgösfiskar. Inga underarter finns listade i Catalogue of Life.